# Ouattaradougou
Ouattaradougou est une localité située au nord de la Côte d'Ivoire et appartenant au département de Korhogo, dans la Région des Savanes. La localité de Ouattaradougou est une commune.